# Pandolfo Verraccio
Pandolfo Verraccio o Verracchio (Roma, ... – Roma, 16 settembre 1226) è stato un diplomatico e vescovo cattolico italiano.
Fu legato pontificio nel Regno d'Inghilterra, dove divenne uno dei ministri del minorenne Enrico III.

## Biografia
Pandolfo era nativo di Roma. È spesso erroneamente chiamato cardinale Pandolfo o Pandolfo Masca, venendo confuso con il cardinale Pandolfo da Lucca, che a sua volta fu confuso con il cardinale Pandolfo di Pisa, vedendosi erroneamente attribuito il nome della famiglia pisana dei Masca.
Pandolfo giunse per la prima volta in Inghilterra nel 1211, incaricato da Innocenzo III di consegnare al re Giovanni la sentenza di scomunica per essersi intromesso nell'elezione dell'arcivescovo di Canterbury. Nel maggio 1213 visitò nuovamente l'Inghilterra per ricevere a nome del papa l'atto di sottomissione del re. La cerimonia ebbe luogo presso la chiesa dell'Ordine Templare a Dover, e il giorno successivo Giovanni, di sua iniziativa, consegnò formalmente l'Inghilterra al rappresentante di Roma per riceverla di nuovo come feudo papale.
Pandolfo ripagò questo atto di umiltà usando ogni mezzo per scongiurare l'imminente invasione francese dell'Inghilterra. Per quasi un anno fu sostituito dal cardinale legato Nicola di Tuscolo; ma di ritorno nel 1215 presenziò alla conferenza di Runnymede, dove fu sancita la Magna Carta. Diede un prezioso aiuto a Giovanni che lo ricompensò  con la sede di Norwich, tuttavia passarono diversi anni prima che fosse ufficialmente consacrato. Dopo la morte di Giovanni, l'arrivo del cardinale legato Guala Bicchieri nel 1216 relegò Pandolfo in una posizione secondaria; ma dopo la partenza di Guala tornò in prima linea, dopo essere stato nuovamente nominato legato pontificio il 1º settembre 1218.
Divenne quindi membro del governo di reggenza del giovane Enrico III. Ci sono giunte almeno 68 lettere da o per Pandolfo, risalenti al periodo tra il 1219 e il 1221, che descrivono in dettaglio la sua gestione degli affari diplomatici, degli affari interni, della difesa nazionale e dello Scacchiere e il suo coordinamento con il giustiziere Hubert de Burgh, con il vescovo Pietro de Roches e con il vicecancelliere Ralph Neville, anch'essi parte della reggenza. Solo Neville e Burgh tra i membri del governo di reggenza produssero una quantità di lettere superiore a lui. Tra le lettere di Pandolfo ce n'è una scritta da Llywelyn il Grande riguardante i rapporti diplomatici con il Galles.
In quanto rappresentante del papa, Pandolfo rivendicava un'autorità superiore a quella di Hubert de Burgh e degli altri ministri di Enrico, e la sua corrispondenza dimostra come si fosse effettivamente intromesso in ogni settore dell'amministrazione. La sua arroganza fu tollerata finché il governo di reggenza ebbe bisogno del sostegno papale, ma nel 1221 Hubert de Burgh e il primate Stephen Langton spinsero con successo il papa a richiamare Pandolfo e a non inviare altri legati a latere per prenderne il posto. Il suo mandato legatizio ebbe ufficialmente termine nell'estate del 1221. Fu finalmente consacrato vescovo il 29 maggio 1222.
Pandolfo mantenne la sede di Norwich, ma abbandonò definitivamente la politica inglese. Morì a Roma il 16 settembre 1226, ma il suo corpo fu portato a Norwich per la sepoltura.

## Contrasto al brigantaggio
Tra le numerose lettere di Pandolfo, è rinomata quella inviata a Pietro de Roches, vescovo di Winchester, uno dei primi esempi in Inghilterra di lotta al brigantaggio, allora dilagante sulle strade nei dintorni di Winchester (una delle più grandi città dell'Inghilterra all'epoca). Scrisse:

## Genealogia episcopale
La genealogia episcopale è:
- Papa Gregorio IX
- Papa Onorio III
- Vescovo Pandolfo Verraccio